# 格济拉
格济拉是馬耳他的市镇，位於馬爾他島東北部，處於姆西達和斯利馬之間。市镇面積为1.5平方公里，2019年人口数量为11,669人。

## 外部連結
- Stella Maris College Scout Group （页面存档备份，存于） （英文）